# Владимир (Гетте)
Архимандрит Влади́мир (в миру Рене́-Франсуа́ Гетте́ или Геттэ́, фр. René François Guettée; 1 декабря 1816, Блуа — 20 марта (8 марта) 1892, Люксембург) — доктор богословия, сначала католический, а потом православный священник.

## Биография
Рене-Франсуа Гетте родился в 1816 году во французском городе Блуа, стоящем на реке Луаре, в небогатой семье. В 1832 году его мать скончалась, и он был отдан на воспитание к о. Леону Гарапену, у которого пробыл два года. Затем Рене 4 года учился в малой семинарии в Блуа, после чего 3 года в большой семинарии, где изучал богословие и философию. В годы учёбы он проявил склонность к серьёзным исследованиям. Перед окончанием курса едва не был увлечён в орден иезуитов.
Окончив семинарию в 1839 года, был посвящён в священники и несколько лет священствовал в бедных приходах Блуаской епархии: Сент-Эньян-сюр-Шер, Монришар и Сен-Дени-сюр-Луар. Под влиянием своего покровителя викария, позднее епископа, Фабра, начал в 1847 году издание своего многотомного труда «Histoire de l’Église de France» (1847—1857).
После революции 1848 года некоторое время состоял редактором местного республиканского органа «Républicain de Loire et Cher», а затем перешёл в Париж, где в течение первого года занимался преподаванием классических языков в одной из школ. Заветным его желанием было стать профессором.
Однако через год он был назначен капелланом в один из госпиталей, а потом был переведён в другой.
Архиепископ парижский Сибур сначала покровительствовал Гетте, но затем под давлением из Рима переменил своё отношение к нему. Декретом 22 января 1852 года седьмой том его «Истории французской церкви» был осуждён и внесён в Индекс запрещённых книг. Его обвиняли в янсенизме и приверженности к галликанству.
В 1857 году архиепископ запретил Гетте совершать богослужение в Парижской епархии под предлогом, что он принадлежит к епархии Блуаской. Впоследствии, когда Сибур был убит, враги Гетте пытались замешать его в дело об убийстве архиепископа.
Под влиянием осуждения, постигшего его труд, и возникшей по поводу его полемики Гетте стал ещё усиленнее заниматься изучением церковно-исторических вопросов и пришёл к убеждению, что все тексты, цитируемые в пользу папской власти, ложны или извращены. В своём журнале «Observateur catholique» он доказывал, что институт папской власти возник только в IX веке и не имеет никакого божественного основания. Одновременно Гетте склонялся к православию. Впоследствии он утверждал, что «римскому католику, чтобы сделаться православным, предлежит лишь отвергнуть главенство папы и прившедшие через то ложные догматы». Через посредство С. П. Сушкова Гетте познакомился с протоиереем И. Васильевым, который, по словам Гетте, нашёл все суждения его настолько православными, как будто он учился в Московской духовной Академии.
Гетте подал приехавшему в Париж на освящение русской церкви епископу Леонтию прошение о присоединении к православию и в 1862 году был присоединён с оставлением в сане священника. Вместе с протоиереем Иосифом Васильевым он стал издавать православный журнал «L’Union chrétienne», и издание это продолжал до самой своей смерти. Здесь он в продолжение 30 лет вёл полемику с католическими богословами. В своих «Воспоминаниях» Гетте называет «L’Union chrétienne» своим трудом и говорит, что статьи издателя журнала о. Васильева, даже его известные письма к нантскому епископу Жакмэ, только подписаны Васильевым, а в действительности написаны им. Против такого утверждения Гетте восстал третий главный деятель журнала, С. П. Сушков, хотя он и не отрицает, что изящество и лёгкость языка статей «L’Union chrétienne», по крайней мере в первые годы известности журнала, должны быть поставлены в заслугу Гетте, правившего все статьи журнала и сообщавшего им литературность изложения.
В 1875 году Гетте принял русское подданство и перед смертью завещал свои останки похоронить в России.
Умер в Люксембурге 8/20 марта 1892 года, погребён в Париже на Батиньольском кладбище.
Хорошо бы перевесть и пустить в ход книгу о. Владимира Гетте "Схизматическое папство".
Предложите это сделать при случае Николаю Васильевичу Елагину, если вы с ним знакомы... Как великолепно отдул он и папу и папежство!? И в журнале "Вера и Разум" — 1888 и 1889 г. его же статья... Фотий... очень рельефно выставляет чумазость папства.Собрание писем святителя Феофана. — М., 1899. — С. 225.

## Сочинения
Кроме вышеупомянутой многотомной истории французской церкви можно отметить ещё следующие труды
1. Essai bibliographique sur les Bossuétines de M. Poujoulat (1854);
2. Jansénisme et jésuitisme (Paris 1857);
3. Histoire des jésuites (ib. 1858—1859), 3 тома;
4. La Papauté temporelle, condamnée par le pape Saint-Grégoire le Grand (1861);
5. La Papauté schismatique ou Rome dans ses rapports avec l’Eglise orientale (ib. 1863); за это и др. сочинения получил от Московской духовной академии почетную степень доктора богословия;
6. Lettres au Père Gagarin touchant l'église catholique orthodoxe et l'église Romaine (ib. 1863);
7. Réfutation de la prétendue Vie de Jésus de M. Renan (1863—1864), переведено на русский язык (СПб. 1864 и Москва 1889);
8. De l’encyclique du 8 décembre 1864 (1865, без имени автора);
9. Exposition de la doctrine de l'Église orthodoxe et des autres Eglises chrétiennes (1868), имевшее целью дать краткое и точное руководство по вопросам веры для лиц, не специалистов в богословии, и посвященное императрице Марии Александровне, переведено на языки всех православных церквей и на английский; на русском языке два перевода (Казань 1869 и СПб. 1869);
10. Histoire de l'Église depuis la naissance de J. Ch. jusqu'à nos jours (Paris 1870—1892), труд, не доведённый до конца; в нём автор имел в виду изложить историю христианства по первоначальным источникам и показать, что римский католицизм построен на заблуждениях и на ложных основаниях и что истина сохранилась только в православии; начало его переведено на русский язык: «История христианской церкви от Рождества Христова до наших дней» (СПб., 1872—75), 3 тома;
11. La Papauté hérétique (Paris 1874); 12) Souvenirs d’un prêtre romain devenu prêtre orthodoxe (ib. 1889), русский перевод напечатан в журнале «Вера и Разум» за 1890—92 гг. В том же журнале за 1887 г. (№ 11 и 15) напечатана его полемика с католическими журналами по поводу приписываемых B. С. Соловьёву вопросов о взаимных отношениях церквей восточной и западной.

- Архимандрит Владимир (Гетте). Папство как причина разделения Церквей, или Рим в своих сношениях с Восточной Церковью = La Papauté schismatique ou Rome dans ses rapports avec l’Église orientale / Составитель серии М.Б. Смолин. — М.: Издательство «Фонд Имперское возрождение», 2007. — 248 с. — 2000 экз. — ISBN 978-5-9139-9-003-7.